# Melangyna labiatarum
Melangyna labiatarum là một loài ruồi trong họ Ruồi giả ong (Syrphidae). Loài này được Verrall mô tả khoa học đầu tiên năm 1901. Melangyna labiatarum phân bố ở vùng Cổ Bắc giới (Đan Mạch)